# Cobra Mission: Panic in Cobra City
Cobra Mission: Panic in Cobra City é um jogo de aventura para MS-DOS publicado em 1992 na América do Norte pela Megatech Software como um porte do jogo Cobra Mission (コブラミッション) para PC-98 de 1991 pela INOS. Este foi o primeiro eroge lançado em inglês.[carece de fontes?]

## Jogabilidade

Screenshot do jogo (MS-DOS)

A jogabilidade de Cobra Mission usa um interface simples de apontar e clicar. O sistema de luta iria mostrar uma imagem de uma personagem que estava a atacar e o jogador tinha a oportunidade de atacar esse oponente numa parte particular do seu corpo. Cada personagem teria uma parte do seu corpo que era vulnerável e isto causaria maior dano que um ataque normal. A versão japonesa deste jogo usa um sistema de combate baseado em turnos, estilo de menu.
Um sistema parecido foi usado para as inúmeras cenas de sexo do jogo. Existem cinco cenas totais interativas de sexo (e quatro não-interativas) nas quais o jogador pode escolher um item para usar (mãos, lábios, etc.) e clicar numa parte do corpo da mulher, e isto iria fazer com que o seu medidor de prazer aumentasse ou diminuísse. Se o jogador cometesse demasiados erros, então a mulher iria ficar chateada e ir-se embora. Se o jogador enchesse o medidor, então ele seria capaz de acabar a cena de sexo com sucesso. 

## Enredo
A história passa-se numa pequena e ficcional terra em Cobra City. Satoru Fujii encontra-se com o seu ajudante, Midori. Midori conta-lhe a história de como as mulher em Cobra Island estão a desaparecer a um ritmo acelerado e o chefe da mafia do Black Gang, Hōmura, seria o causador. Satoru faz do seu trabalho encontrar e parar quem estiver a causar o desaparecimento das mulheres.

## Lançamento
Por este ser o primeiro eroge lançado na América do Norte e o primeiro em inglês, ganhou atenção da pequena comunidade de anime da época. No entanto, o lançamento teve vários problemas na localização em termos de tradução e diálogo. Metáforas para os genitais foram usadas para virtualmente todas as cenas de sexo e erros ortográficos e má gramáticas eram muito comuns.
Existiam muitas diferenças entre a versão japonesa e inglesa de Cobra Mission. Além das mudanças de nome, o sistema de luta do jogo foi mudado de um sistema de estilo Dragon Quest para um interface baseado em apontar e clicar em certas partes do corpo causando maior dano. A personagem secundária era originalmente uma pessoa diferente, muitas missões secundárias foram adicionadas incluindo a missão de procurar por roupa interior de mulheres, o final foi mudado e os gráficos editados para serem menos explícitos.

## Receção
Cobra Mission: Panic in Cobra City recebeu avaliações mistas dos críticos desde o seu lançamento. Marcus Höfer da Aktueller Software Markt elogiou a apresentação audio-visual mas criticou os controlos, atmosfera e falta de caminhos no enredo adicionais, quando ás animações e visuais sendo a principal força principal. Monica Stoschek da PC Joker elogiou os controlos do rato e os menus por ser fáceis de usar mas quanto à jogabilidade, considerou-a repetitiva e os visuais pobres, dizendo que "mulheres metade nuas apresentadas no meio são provavelmente uma questão de gosto". Heinrich Lenhardt de PC Player também criticou a jogabilidade como sendo sem gosto e alto preço de varejo, dizendo que seria um "RPG cinza" sem as cenas de sexo e fatores crime. Os três avaliadores de Dragon normalmente dariam uma pontuação de 1 a 5 estrelas, mas deram ao jogo um "X" por ser um jogo de aventura pouco interessante. Eles acharam a nudez explícita, conotações sexuais e a linguagem obscena inadequados, enquanto criticando as animações e a tradução inglesa mas elogiou os gráficos como sendo leais ao original japonês.
Thomas Brenner de PC Games discordou com a declaração dos avaliadores da Dragon, duvidando que Cobra Mission poderia ser prejudicial para jogadores jovens como publicitado na embalagem. Brenner afirmou que as cenas de nudez não eram impressionantes mas encontrou-se impressionado com o diálogo por ser engraçado e sugestivo. Artur Kreklau de Play Time elogiou a apresentação e a ideia audiovisual do jogo mas achou a sua jogabilidade repetitiva. Jean-Loup Jovanovic de Tilt elogiou os visuais, áudio, e a funcionalidade mas sentiu-se misto no que toca à longevidade do título e criticou as animações. F.H.G de Micromanía elogiou o seu senso de humor, erotismo, apresentação como que cómica, gráficos, som e animações mas sentiu-se misto no que toca à originalidade e criticou a baixa dificuldade, enquanto avisava que o conteúdo sexual fazia do jogo, não adequado ao público mais jovem. Christian Roux de Génération 4 fez comentários positivos sobre a sua longevidade, animações e som mas criticou os segmentos invertidos graficamente e a jogabilidade repetitiva.